# Рекорди швидкості на автомобілі (СРСР)
Рекорди швидкості на автомобілі в СРСР почали фіксувати з 1930-х років. Абсолютний національний рекорд установлено 1963 року на газотурбінному автомобілі «Піонер-2» — 311,42 км/год.

## Історія

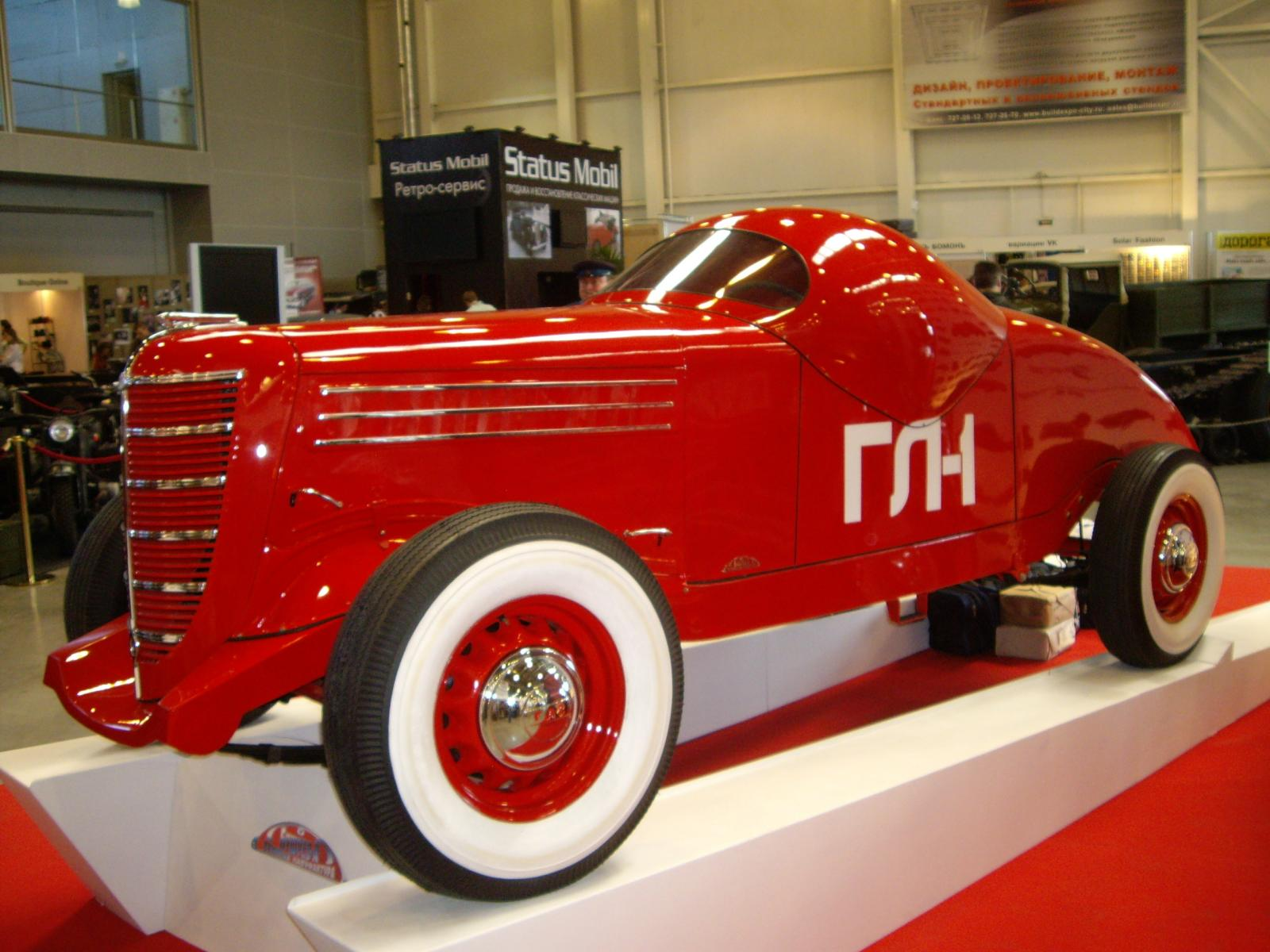
ГАЗ-ГЛ-1
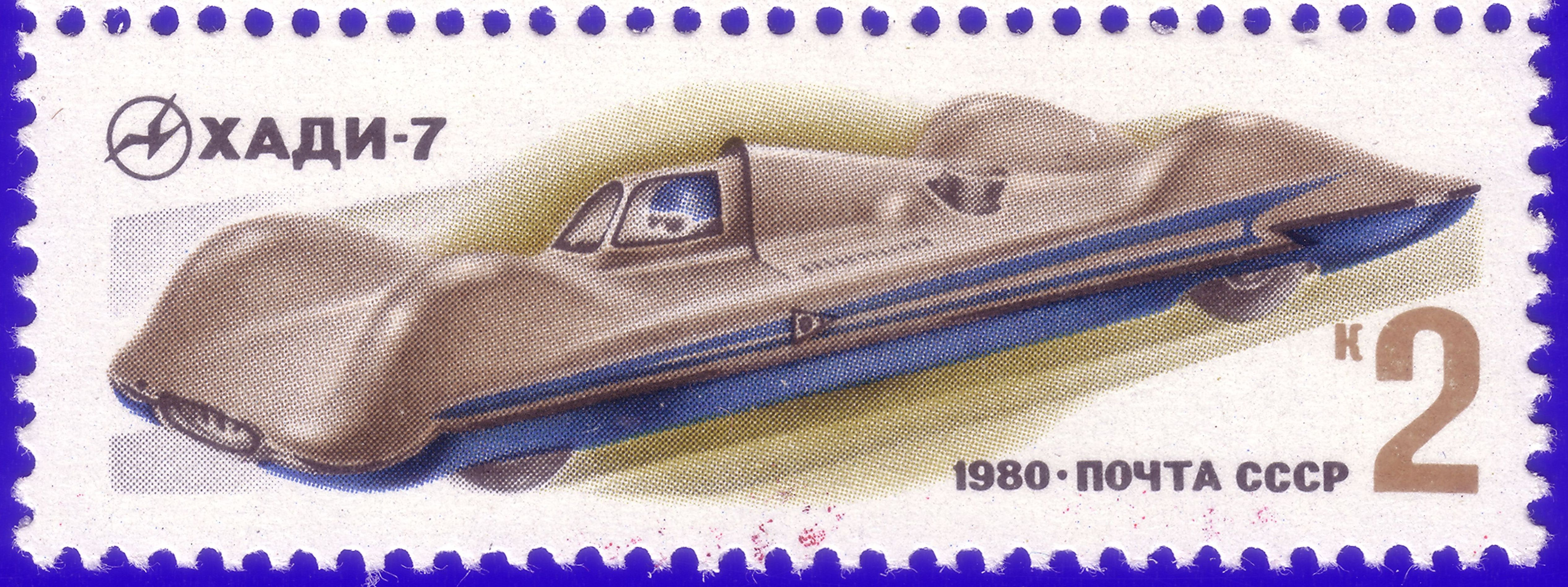
ХАДІ-7
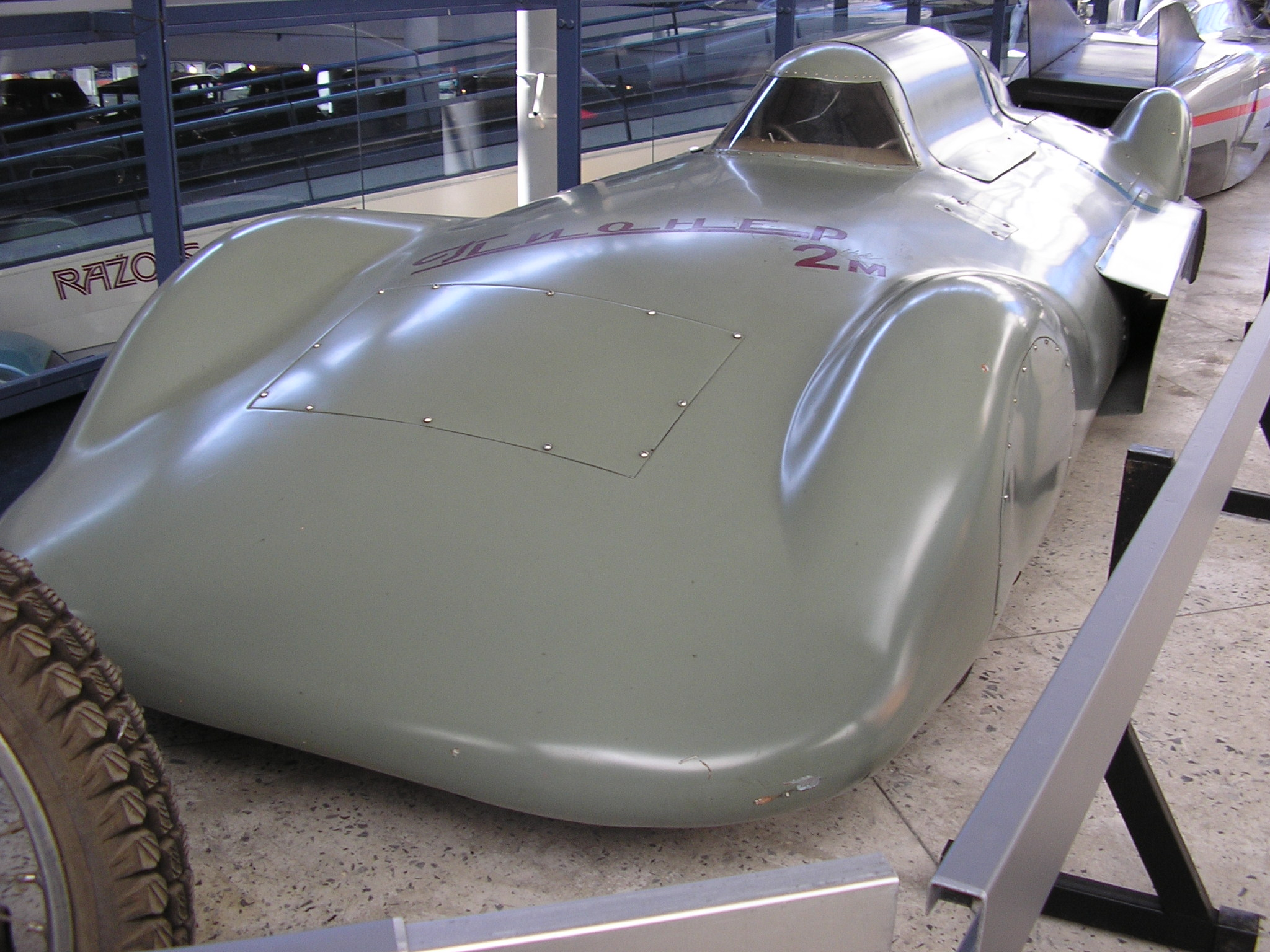
«Піонер-2М»

Радянська автомобілебудування значно поступалося провідним капіталістичним країнам як за обсягом, так і за якістю машин. Це справджувалося й для спортивних авто, на яких пілоти проводили перегони та встановлювали рекорди швискости. Так, російський рекорд 202 км/год, установлений 1913 року на автомобілі «Бенц», у СРСР вдалося побити лише 1951 року.
Комуністична влада навіть в атоперегонах намагалася довести свою ідеологічну перевагу. Після того, як у травні 1938 року льотчик Михайло Громов наподарованому американському передньоприводному автомобілі «Cord-812» ледь не побив усесоюзний рекорд швидкости (розігнався до 141,6 км/год, а рекорд був 142,1 км/год), в автоперегонах заборонили використовувати закордонну техніку.

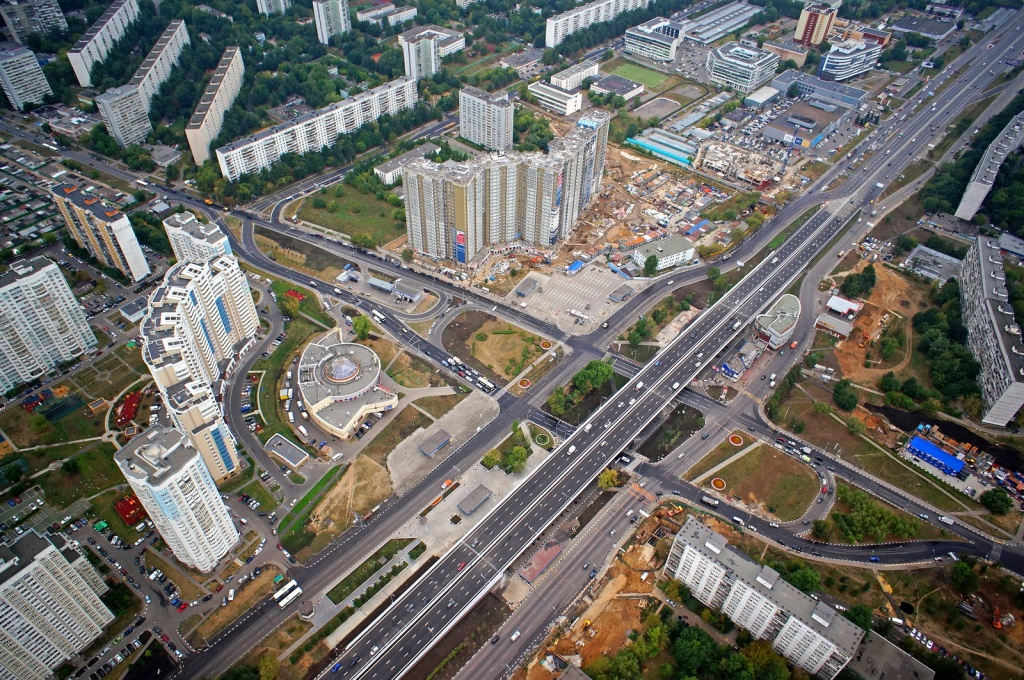
Швидкісні шосе за межами міст, де проводили випробування в першій половині XX ст., тепер стали частиною мегаполісів

До Другої світової війни в СРСР не було автогонщиків і спеціалізованих трас, а зусиллям ентузіастів перешкоджали обмежені технічні можливості вітчизняного автопрому. Наприклад, у Європі та США на рекордні боліди встановлювали потужні авіаційні двигуни, що дозволяло показувати результати, які не під силу автомобільним. Міжнародний рекорд англійця Джона Кобба станом на 1939 рік становив 595 км/год (рекорд СРСР 1940 року зі звичайним двигуном — 162 км/год). Радянські інженери поступово підвищували швидкість завдяки підрахункам, аеродинамічній формі машин і вдосконаленню окремих складових. Завдяки цьому вже 1949 року майстер спорту А. Понизовкін на автомобілі «Зірка-3» (Звезда-3) установив не лише всесвітній рекорд швидкости для авто з робочим об'ємом двигуна до 350 см³, а й усесоюзний абсолютний рекорд — 172,8 м/год.

## Абсолютні всесоюзні рекорди швидкості
| Дата       | Модель          | Об'єм двигуна (см³) | Середня швидкість (км/год) | Місце випробування/гонки              | Дистан- ція (км) | Пілот (місто)              |
| ---------- | --------------- | ------------------- | -------------------------- | ------------------------------------- | ---------------- | -------------------------- |
| 31.08.1936 | ГАЗ-А           | 3285                | 112,85                     |                                       | 1                | Г. Цвєтков (Ленінград)     |
| 30.05.1937 | ГАЗ-А           | 3285                | 117,72                     |                                       | 1                | А. Лаврентьєв (Ленінград)  |
| 12.06.1937 | ГАЗ-А-Спорт     | 3285                | 119,76                     | Ленінградська область (Київське шосе) | 1                | Антон Герель (Ленінград)   |
| 26.07.1937 | ГАЗ-А-Спорт     | 3285                | 127,60                     | Москва (Серпуховське шосе)            | 1                | Антон Герель (Ленінград)   |
| 30.09.1937 | ГАЗ-М1-Спорт    | 3285                | 142,07                     | Київська область (Житомирське шосе)   | 1                | Георгій Клєщов (Ленінград) |
| 21.09.1938 | ГАЗ-М1-Спорт    | 3285                | 143,27                     | Київська область (Житомирське шосе)   | 5                | Георгій Клєщов (Ленінград) |
| 22.09.1940 | ГАЗ-ГЛ-1        | 3485                | 161,87                     | Горький (Московське шосе)             | 1                | Аркадій Ніколаєв (Горький) |
| 13.08.1948 | «Зірка-3»       | 342                 | 164,16                     |                                       | 1                | Андрій Понизовкін (Москва) |
| 19.08.1949 | «Зірка-3»       | 342                 | 172,83                     |                                       | 1                | Андрій Понизовкін (Москва) |
| 22.04.1951 | «Харків-2»      | 2481                | 177,78                     |                                       | 1                | Володимир Нікітін (Харків) |
| 19.05.1951 | «Харків-3»      | 2490                | 196,51                     |                                       | 5                | Володимир Нікітін (Харків) |
| 26.10.1951 | «Харків-3»      | 2490                | 202,18                     | Московська область (Мінське шосе)     | 5                | Володимир Нікітін (Харків) |
| 15.07.1952 | «Зірка-3М-НАМІ» | 342                 | 203,05                     |                                       | 1                | А. Амбросенков (Москва)    |
| 11.09.1952 | «Харків-6»      | 1970                | 203,27                     | Мелітопольський район                 | 1                | Володимир Нікітін (Харків) |
| 11.09.1952 | «Дзержинець»    | 2982                | 215,18                     | Мелітопольський район                 | 1                | Іван Помогайбо (Харків)    |
| 29.10.1952 | «Зірка-3М-НАМІ» | 342                 | 215,18                     |                                       | 1                | А. Амбросенков (Москва)    |
| 09.10.1952 | «Дзержинець»    | 2982                | 230,67                     | Мелітопольський район                 | 10               | Іван Помогайбо (Харків)    |
| 10.12.1952 | «Харків-6»      | 1970                | 280,16                     | Джанкойський район                    | 1                | Володимир Нікітін (Харків) |
| 22.07.1962 | «Піонер-2»      | ГТД                 | 306,6                      | озеро Баскунчак                       | 1                | Ілля Тихомиров (Москва)    |
| 01.09.1963 | «Піонер-2»      | ГТД                 | 311,42                     | озеро Баскунчак                       | 1                | Ілля Тихомиров (Москва)    |